# RENFE 440 sorozat
A RENFE 440 sorozat egy villamos motorvonat sorozat, melyet a CAF és a MACOSA gyártott a spanyol RENFE számára az elővárosi járatok kiszolgálásához. Az első motorvonat 1974-ben állt szolgálatba.

## Technikai részletek
A RENFE 440 sorozat 3 kV DC áramrendszerű, maximális sebessége 140 km/h.

## Képgaléria

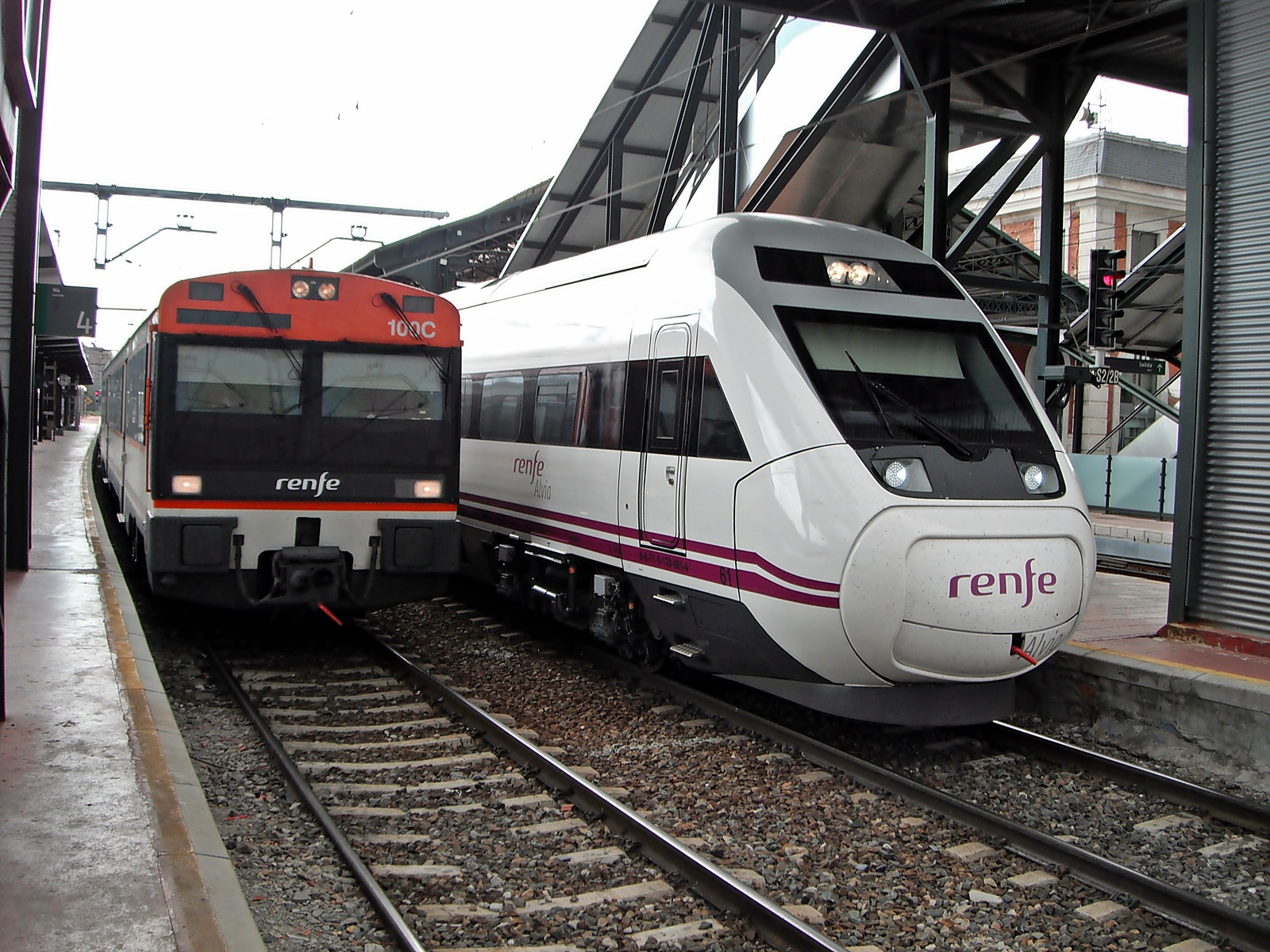
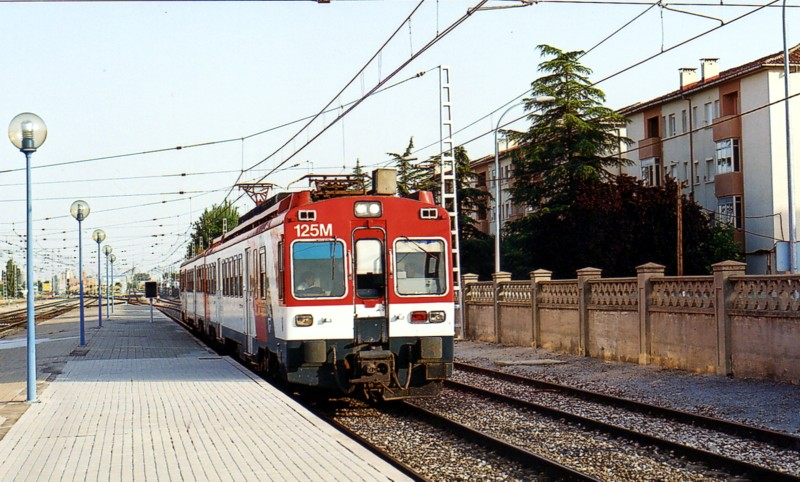
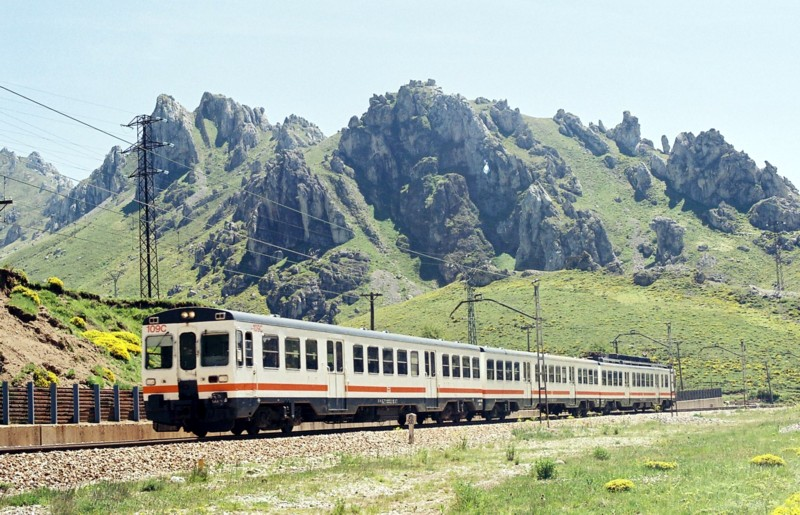
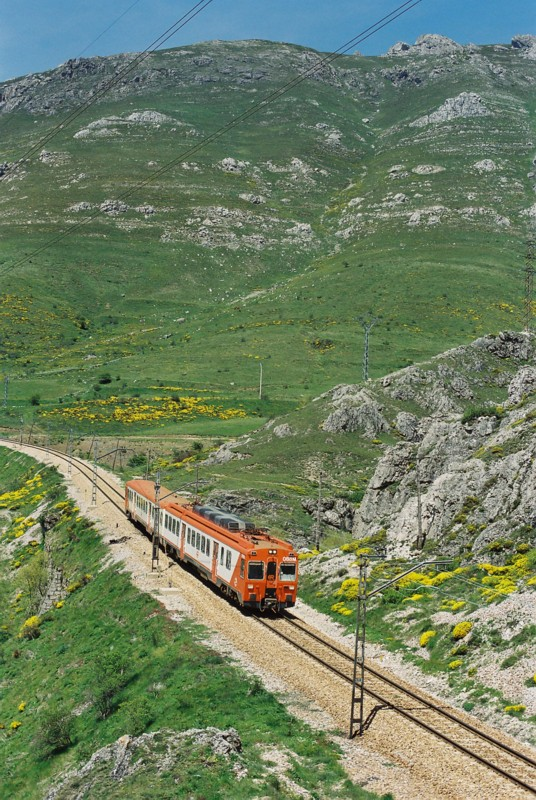
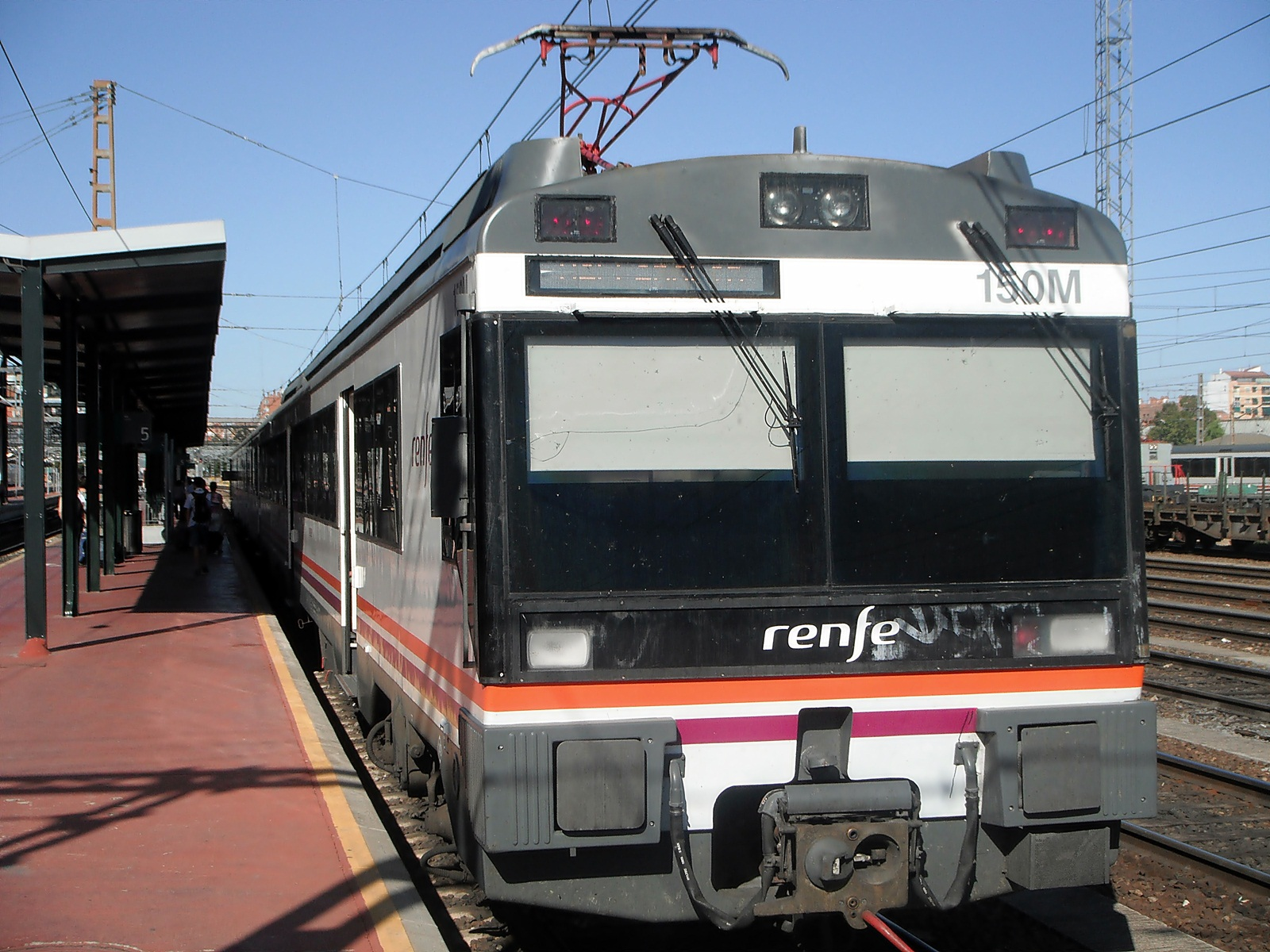
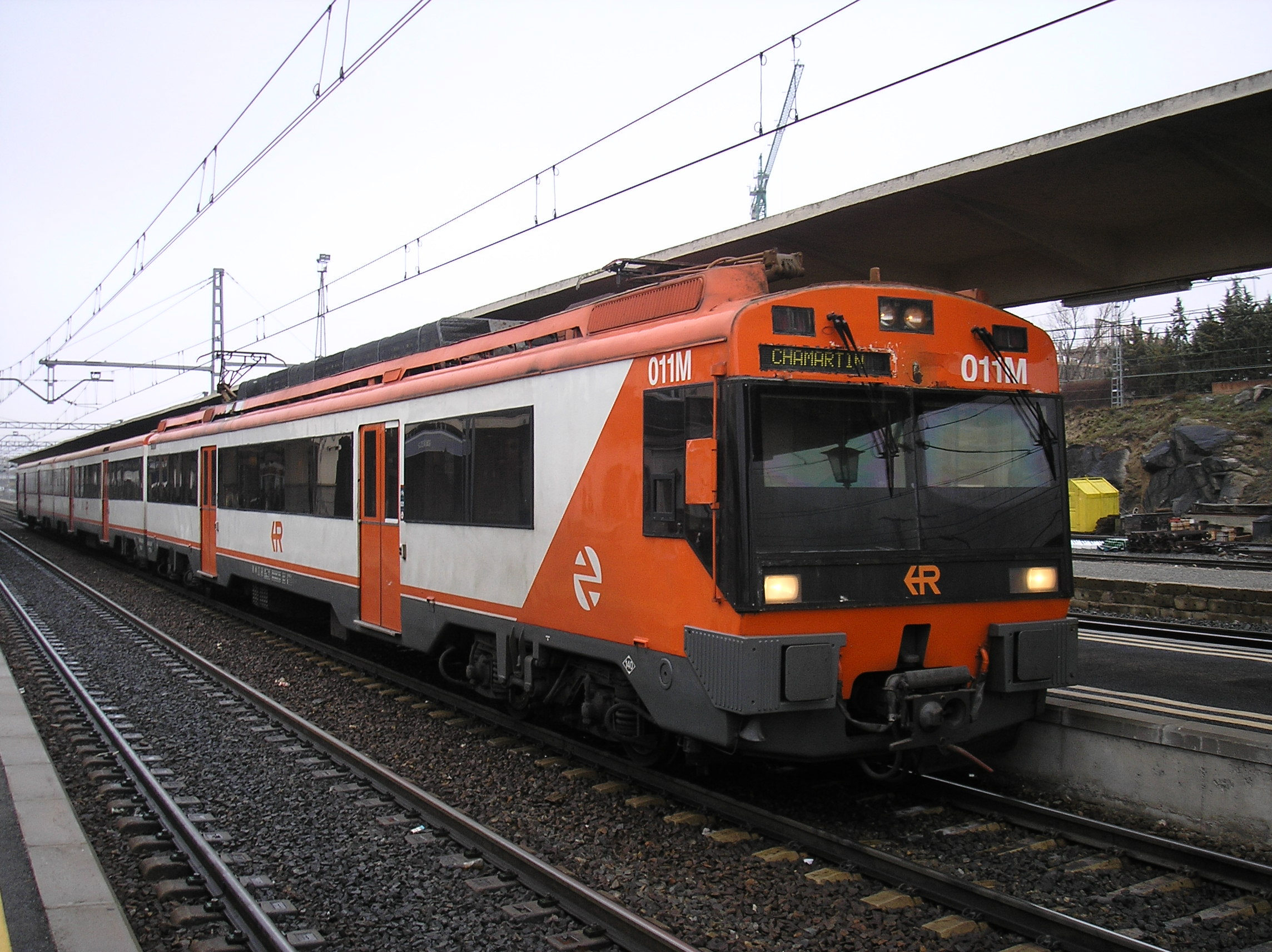
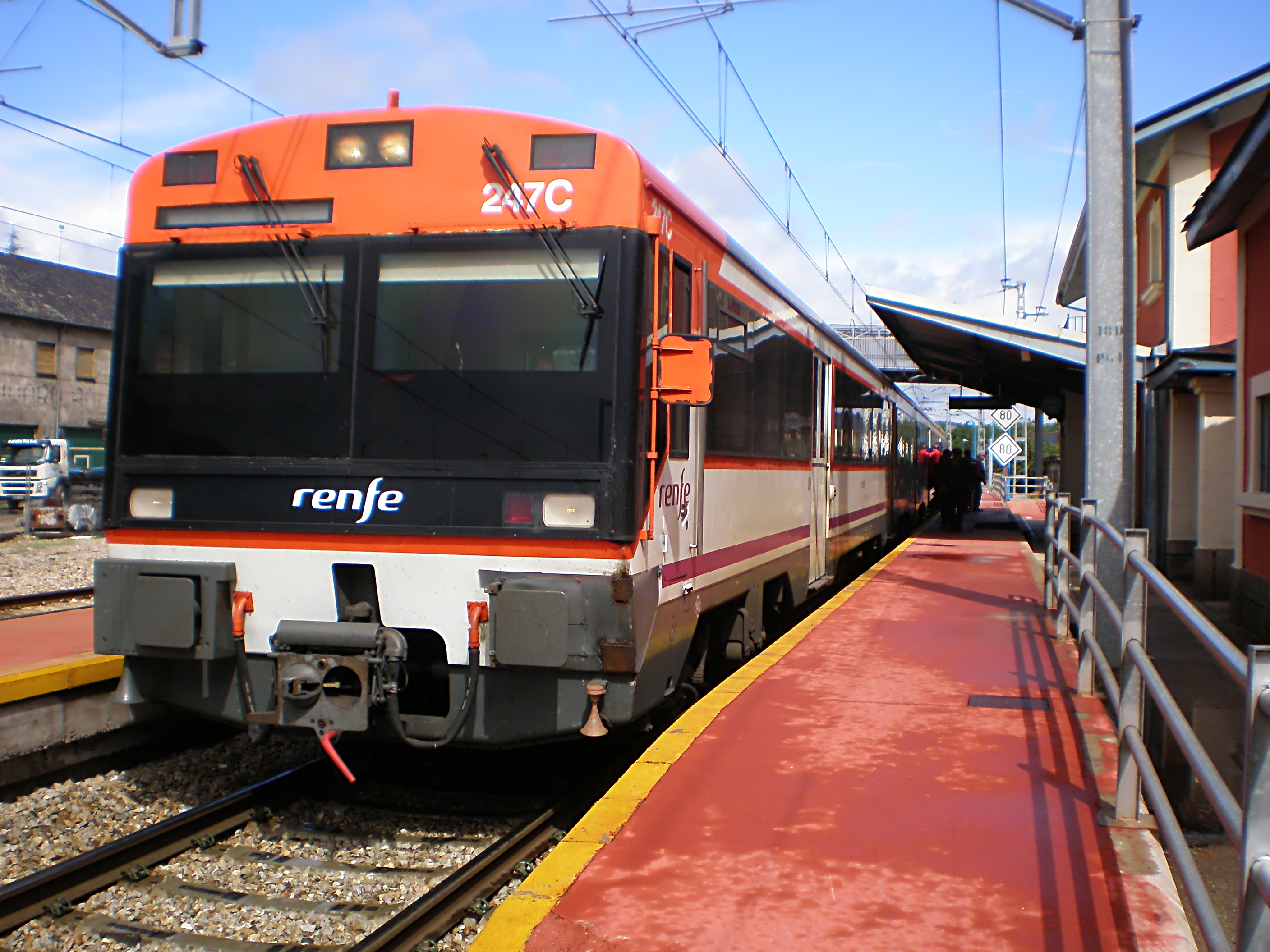

## Lásd még
- Cercanías
- Renfe